# Elecciones locales de Cartagena de Indias de 2023
Las elecciones locales de Cartagena de Indias de 2023 se llevarán a cabo el domingo 29 de octubre de 2023 en el distrito de Cartagena de Indias, donde serán elegidos los siguientes cargos que tomarán posesión el 1 de enero de 2024 para un período de cuatro años:
- Alcalde de Cartagena de Indias..
- Los 19 miembros del Concejo de Cartagena de Indias.
- Los 27 miembros de las Juntas administradoras locales de las 3 localidades del distrito.

## Legislación
Según la Constitución de Colombia, pueden ejercer su derecho a sufragio los ciudadanos mayores 18 años de edad que no hagan parte de la Fuerza Pública, no estén en un proceso de interdicción, y que no hayan sido condenados. Las personas que se encuentran en centros de reclusión, tales como cárceles o reformatorios, podrán votar en los establecimientos que determine la Registraduría Nacional. La inscripción en el registro civil no es automática, el ciudadano debe dirigirse a la sede regional de la Registraduría para inscribir su identificación personal en un puesto de votación.
La Ley 136 de 1994 establece que para ser elegido alcalde se requiere ser ciudadano colombiano en ejercicio y haber nacido o ser residente del respectivo municipio o de la correspondiente área metropolitana durante un año anterior a la fecha de inscripción o durante un período mínimo de tres años consecutivos en cualquier época. El alcalde se elige por mayoría simple, sin tener en cuenta la diferencia de votos con relación a quien obtenga el segundo lugar. Sin embargo, actualmente se encuentra en trámite en el Congreso de la República un proyecto de reforma constitucional que establece la segunda vuelta para la elección del mandatario de la ciudad.
Está prohibido para los funcionarios públicos del Distrito difundir propaganda electoral a favor o en contra de cualquier partido, agrupación o movimiento político, a través de publicaciones, estaciones de televisión y de radio o imprenta pública, según la Constitución y la Ley Estatutaria de Garantías Electorales. También les está expresamente prohibido acosar, presionar, o determinar, en cualquier forma, a subalternos para que respalden alguna causa, campaña o controversia política.
Los organismos encargados de velar administrativamente por el evento son la Registraduría Nacional del Estado Civil y el Consejo Nacional Electoral.

#### Voto en blanco
En Colombia el voto en blanco se considera una expresión del disenso a través del cual se promueve la protección de la libertad del elector. En la normativa electoral colombiana, el voto en blanco es “una expresión política de disentimiento, abstención o inconformidad, con efectos políticos”.Algunas discusiones del Congreso se señaló que esa mayoría debía ser mayoría simple, sin embargo la Corte Constitucional ha hecho consideraciones que indican que se requeriría de mayoría absoluta, aunque no se ha pronunciado, ni conceptuado sobre este acto legislativo.

## Candidatos a la Alcaldía de Cartagena de Indias
A continuación un listado de personas que han presentado su candidatura para ser alcalde o alcaldesa de Cartagena de Indias.
|  | Precandidato | Precandidato                                                                           | Partido o movimiento                                               | Cargos públicos |
|  | ------------ | -------------------------------------------------------------------------------------- | ------------------------------------------------------------------ | --- |
|  |              | Dumek Turbay Paz Abogado Lema: Unidos para Avanzar                                     | Partido En Marcha Partido Nuevo Liberalismo Partido Demócrata      | - Concejal de El Carmen de Bolívar (1989-1994) - Director de la Red de Solidaridad Social Regional Bolívar (1995-1998) - Secretario del Interior y Convivencia de Cartagena de Indias (1999-2003) - Director del Instituto Departamental de Deportes y Recreación de Bolívar (2006-2012) - Gobernador de Bolívar (2016-2019) |
|  |              | José Luis Osorio Galvis Abogado Lema: ¡Hacemos Historia!                               | Partido Independientes                                             | - Director Técnico de la Gerencia Educativa de la Secretaria de Educación en Medellín (2020-2021) - Subsecretario de la Educación en Medellín (2021) |
|  |              | William García Tirado Economista Lema: ¡Por el alcalde de la gente!                    | G.S.C. Los Tres Golpes                                             | - Concejal de Cartagena de Indias (2001-2010) - Representante de la Cámara de Colombia (2010-2014) - Director de Corvivienda (2016-2017) - Candidato a la Alcaldía de Cartagena de Indias (2019) |
|  |              | Javier Doria Arrieta Abogado Lema: Cartagena La Nuestra                                | G.S.C. Cartagena Fuerte y Libre                                    | - Director Jurídico de Bolívar (2011) - Secretario del Interior de la Alcaldía de Cartagena de Indias (2012-2013) |
|  |              | Javier Julio Bejarano Ingeniero de Sistemas Lema: La Ciudad es la Gente!               | Movimiento Alternativo Indígena y Social Coalición Pacto Histórico | - Concejal de Cartagena de Indias (2020-2022) |
|  |              | Richard Martínez Filoz Abogado Lema: Por Una Cartagena Participativa                   | Partido Colombia Renaciente                                        | - Sin cargos públicos previos. |
|  |              | Fabio Aristizábal Ángel Odontólogo Lema: ¡Vamos Pa' Esa!                               | Movimiento de Salvación Nacional                                   | - Secretario de Salud de Itagüí (1998-1999) - Superintendiente Nacional de Salud (2018-2022) |
|  |              | Nausícrate Pérez Dautt Abogado Lema: #EsHoradeActuarporCartagena                       | Partido Verde Oxígeno                                              | - Concejal de Cartagena de Indias (1995-1997) - Secretario del Interior de Cartagena de Indias (2012-2013) |
|  |              | Gustavo Martínez Therán Administrador Público Lema: Pensando en Cartagena              | Partido Gente en Movimiento                                        | - Secretario de Hacienda de Bolívar (2012-2015) - Director del Presupuesto de Cartagena de Indias (2018) |
|  |              | Eduardo Villanueva Orozco Administrador de Empresas Lema: Cartagena Capital del Caribe | Partido Ecologista                                                 | - Sin cargos públicos previos. |
|  |              | Judith Pinedo Flórez Abogada Lema: Cartagena Libre y Valiente                          | G.S.C. Valientes por Cartagena Partido Alianza Verde               | - Secretaria de Desarrollo Social de Cartagena de Indias (1995-1996) - Concejala de Cartagena de Indias (1998-2000) - Alcaldesa de Cartagena de Indias (2008-2011) |
|  |              | Jacqueline Perea Blanco Abogada Lema: #UnaNuevaCartagena                               | Partido Nueva Fuerza Democrática                                   | - Sin cargos públicos previos. |

### Candidaturas retiradas

#### Fernando Tinoco Támara -Partido Alianza Social Independiente
El docente y exsenador renunció a su candidatura en parte por la poca intención de voto hacia su campaña, reconocío el gran trabajo realizado en su programa de gobierno, aclará que espera que los candidatos restantes recojan sus propuestas.

#### Hector Pérez Fernández -Partido Colombia Justa Libres
El candidato renunció a la candidatura por las amenazas en su contra por sus acciones como veedor ciudadano y abogado y porque no tenía garantías necesarias para su seguridad y la de su familia. Posteriormente, se sumó a la campaña de William García Tirado.

#### Reynaldo Tovar Carrasquilla -Partido Autoridades Indígenas de Colombia
El candidato presentó su renuncia, expresando que la decisión fue tomada dejando de lado los egos y mezquindades que solo nos fragmentan más como sociedad.

#### Luis Carvajalino -Partido Liga de Gobernantes Anticorrupción
El candidato presentó su renuncia y anunció su adhesión a la candidatura de Dumek Turbay Paz

## Encuestas
A continuación, las encuestas hechas por las diferentes firmas encuestadoras desde la inscripción de los candidatos oficiales a la Alcaldía de Cartagena de Indias:
| Fecha                                                                        | Encuestador | Candidato    | Candidato   | Candidato      | Candidato    | Candidato       | Candidato        | Candidato         | Candidato        | Candidato        | Candidato          | Candidato     | Candidato        | Candidato       | Candidato    | Candidato      | Candidato        | Candidato      | Candidato | Candidato | Estadísticas    | Estadísticas  |      |      |      |       |      |              |
| Fecha                                                                        | Encuestador | Dumek Turbay | José Osorio | William Tirado | Javier Doria | Javier Bejarano | Richard Martínez | Fabio Aristizábal | Nausícrate Pérez | Gustavo Martínez | Eduardo Villanueva | Judith Flórez | Jacqueline Perea | Fernando Támara | Hector Pérez | Reynaldo Tovar | Luis Carvajalino | Voto en Blanco | Ninguno   | NS/NR     | Margen de error | Fuente        |      |      |      |       |      |              |
| ---------------------------------------------------------------------------- | ----------- | ------------ | ----------- | -------------- | ------------ | --------------- | ---------------- | ----------------- | ---------------- | ---------------- | ------------------ | ------------- | ---------------- | --------------- | ------------ | -------------- | ---------------- | -------------- | --------- | --------- | --------------- | ------------- | ---- | ---- | ---- | ----- | ---- | ------------ |
| Fecha                                                                        | Encuestador | 03-08-2023   | CNC         | 30,3%          | 2,0%         | 16,4%           | 0,4%             | 3,3%              | 1,3%             | 1,3%             | 0,9%               | 2,3%          | 0,0%             | 8,5%            | 4,5%         | 1,7%           | 0,5%             | 1,5%           | Ninguno   | NS/NR     | Margen de error | Fuente        | 1,2% | 5,2% | 7,3% | 11,4% | 4,3% | El Universal |
| Luis Carvajalino retira su candidatura el 5 de septiembre de 2023            |             |              |             |                |              |                 |                  |                   |                  |                  |                    |               |                  |                 |              |                |                  |                |           |           |                 |               |      |      |      |       |      |              |
| Reynaldo Tovar Carrasquilla retira su candidatura el 7 de septiembre de 2023 |             |              |             |                |              |                 |                  |                   |                  |                  |                    |               |                  |                 |              |                |                  |                |           |           |                 |               |      |      |      |       |      |              |
| Hector Pérez Fernández retira su candidatura el 8 de septiembre de 2023      |             |              |             |                |              |                 |                  |                   |                  |                  |                    |               |                  |                 |              |                |                  |                |           |           |                 |               |      |      |      |       |      |              |
| Fernando Tinoco Támara retira su candidatura el 8 de septiembre de 2023      |             |              |             |                |              |                 |                  |                   |                  |                  |                    |               |                  |                 |              |                |                  |                |           |           |                 |               |      |      |      |       |      |              |
| 14-09-2023                                                                   | CNC         | 33,0%        | 3,0%        | 12,0%          | 3,0%         | 10,0%           | 0,0%             | 1,0%              | 1,0%             | 1,0%             | 0,0%               | 12,0%         | 1,0%             | -               | -            | -              | -                | 4,0%           | 5,0%      | 12,0%     | 5,1%            | El Tiempo     |      |      |      |       |      |              |
| 14-09-2023                                                                   | W.W.A.      | 32,0%        | 4,1%        | 21,1%          | 1,5%         | 5,2%            | 2,0%             | 14,0%             | 0,3%             | 1,1%             | 1,7%               | 5,9%          | 1,8%             | -               | -            | -              | -                | 1,6%           | 1,8%      | -         | 2,6%            | El Espectador |      |      |      |       |      |              |
| 27-09-2023                                                                   | Datanálisis | 35,2%        | 2,7%        | 14,0%          | 0,7%         | 8,6%            | 0,2%             | 0,2%              | 2,6%             | 0,5%             | 0,2%               | 7,8%          | 5,1%             | -               | -            | -              | -                | 7,2%           | -         | 15,0%     | 2,8%            | Zona Cero     |      |      |      |       |      |              |
| 05-10-2023                                                                   | CNC         | 36,0%        | 3,0%        | 14,0%          | 1,0%         | 12,0%           | 0,0%             | 0,0%              | 0,0%             | 0,0%             | 1,0%               | 10,0%         | 2,0%             | -               | -            | -              | -                | 9,0%           | 4,0%      | 8,0%      | 3,5%            | El Tiempo     |      |      |      |       |      |              |
| 27-10-2023                                                                   | CNC         | 45,0%        | 3,0%        | 15,0%          | 1,0%         | 11,0%           | 0,0%             | 0,0%              | 0,0%             | 0,0%             | 1,0%               | 11,0%         | 3,0%             | -               | -            | -              | -                | 8,0%           | -         | -         | 6,9%            | Canal 1       |      |      |      |       |      |              |

## Resultados
A continuación, una tabla compuesta por todos los candidatos a la Alcaldía de Cartagena de Indias, su partido y/o movimiento político, junto con la cantidad de votos y el debido porcentaje obtenido el 29 de octubre del 2023:
|  | 42.91 % |

|  | 15.27 % |

|  | 10.25 % |

|  | 9.57 % |

|  | 6.36 % |

|  | 1.55 % |

|  | 1.25 % |

|  | 0.86 % |

|  | 0.75 % |

|  | 0.53 % |

|  | 0.47 % |

|  | 0.43 % |

|  | 9.75 % |

|  | 50.04 % |

### Concejo Distrital
Para asignar las curules del Concejo Distrital se utiliza el método de la cifra repartidora. La votación para la conformación de este órgano arrojó los siguientes resultados de los partidos que se presume presentarán listas al concejo de Cartagena de Indias.
|  | 13.49 % |

|  | 13.15 % |

|  | 12.67 % |

|  | 10.02 % |

|  | 9.04 % |

|  | 6.34 % |

|  | 5.99 % |

|  | 5.63 % |

|  | 4.58 % |

|  | 1.84 % |

|  | 1.67 % |

|  | 1.07 % |

|  | 0.89 % |

|  | 0.88 % |

|  | 0.69 % |

|  | 0.69 % |

|  | 11.69 % |

|  | 3.54 % |

|  | 6.20 % |

### Juntas Administradoras Locales
| Partido o Coalición                          | Votos | Porcentaje | Curules |
| -------------------------------------------- | ----- | ---------- | ------- |
| Partido Alianza Social Independiente         |       |            | 0/27    |
| Partido Alianza Verde                        |       |            | 0/27    |
| Movimiento Autoridades Indígenas de Colombia |       |            | 0/27    |
| Partido Cambio Radical                       |       |            | 0/27    |
| Coalición Cartagena Digna y Renaciente       |       |            | 0/27    |
| Coalición Cartagena Mejor                    |       |            | 0/27    |
| Partido Centro Democrático                   |       |            | 0/27    |
| Partido Conservador Colombiano               |       |            | 0/27    |
| Partido Ecologista Colombiano                |       |            | 0/27    |
| Partido Esperanza Democrática                |       |            | 0/27    |
| G.S.C. Fuera Malandrines                     |       |            | 0/27    |
| Partido Independientes                       |       |            | 0/27    |
| Movimiento Fuerza Ciudadana                  |       |            | 0/27    |
| Partido Liberal Colombiano                   |       |            | 0/27    |
| Coalición Nuevo Liberalismo y En Marcha      |       |            | 0/27    |
| Partido Salvación Nacional                   |       |            | 0/27    |
| Partido de la Unión por la Gente             |       |            | 0/27    |
| Votos en blanco                              |       |            |         |
| Votos nulos                                  |       |            |         |
| Tarjetas no marcadas                         |       |            |         |
| Total votos válidos                          |       |            |         |